# Rio Brebina Mare
O Rio Brebina Mare é um rio da Romênia afluente do Rio Brebina, localizado no distrito de Braşov.